# Condado de Tehama
El condado de Tehama (en inglés: Tehama County), fundado en 1856, es uno de 58 condados del estado estadounidense de California. En el año 2008, el condado tenía una población de 56 039 habitantes y una densidad poblacional de 7.3 personas por km². La sede del condado es Red Bluff.

## Geografía
Según la Oficina del Censo, el condado tiene un área total de 7671.5 km², de la cual 7643.1 km² es tierra y 28.5 km² (0.38%) es agua.

### Condados adyacentes
- Condado de Shasta (norte)
- Condado de Plumas (este)
- Condado de Glenn & condado de Butte (sur)
- Condado de Mendocino (suroeste)
- Condado de Trinity (oeste)

### Localidades

#### Ciudades
Corning |
Red Bluff |
Tehama 

#### Lugares designados por el censo
Bend |
Gerber-Las Flores |
Lake California |
Las Flores |
Los Molinos |
Gerber |
Manton |
Mineral |
Paskenta |
Paynes Creek |
Proberta |
Rancho Tehama Reserve |
Richfield 
Vina 

#### Áreas no incorporadas
Dairyville |
Dales |
El Camino |
Flournoy |
Henleyville |
Lyonsville |
Kirkwood |
Mill Creek |
Red Bank |
Reeds Creek 

## Demografía
En el censo de 2000, había 56 039 personas, 21 013 hogares y 14 898 familias residiendo en el condado. La densidad poblacional era de 7 personas por km². En el 2000 había 23 547 unidades habitacionales en una densidad de 3 por km². La demografía del condado era de 84.79% blancos, 0.57% afroamericanos, 2.10% amerindios, 0.79% asiáticos, 0.10% isleños del Pacífico, 8.26% de otras razas y 3.39% de dos o más razas. 15.83% de la población era de origen hispano o latino de cualquier raza.
Según la Oficina del Censo en 2000 los ingresos medios por hogar en la localidad eran de $31,206, y los ingresos medios por familia eran $37 277. Los hombres tenían unos ingresos medios de $30 872 frente a los $22 864 para las mujeres. La renta per cápita para la localidad era de $15 793. Alrededor del 17.3% de la población estaban por debajo del umbral de pobreza.

## Transporte

### Principales autopistas
- Interestatal 5
- Ruta Estatal 32
- Ruta Estatal 36
- Ruta Estatal 89
- Ruta Estatal 99